# Dorothea Christina von Aichelberg

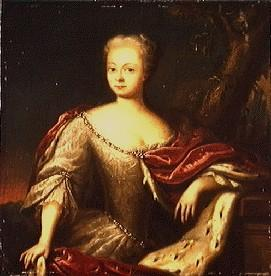
Dorothea Christina von Aichelberg, „Herzogin von Norburg“

Dorothea Christina von Aichelberg, auch: Dorothee Christine, Christiane, von Eichelberg, von Aichelburg (* 23. Januar 1674 in Plön; † 22. Juni 1762 in Reinfeld (Holstein)) war als Frau von Karlstein die Ehefrau von Christian Karl von Schleswig-Holstein-Sonderburg-Plön-Norburg und stand als dessen Witwe und Mutter von Herzog Friedrich Karl von Schleswig-Holstein-Sonderburg-Plön über Jahre im Zentrum eines Sukzessionsstreits.

## Leben und Wirken
Dorothea Christina war die Tochter des in der Steiermark verwurzelten Johann Franz von Aichelberg, Hofmeister und Amtmann in Norburg, und seiner Ehefrau Anna Sophia von Trautenburg, genannt Beyer. Als junge Frau wurde sie Kammerjungfer bei der Herzogin Elisabeth Charlotte.
Nach dem Tod von Herzog August von Schleswig-Holstein-Sonderburg-Norburg-Plön und dem Regierungsantritt von Joachim Friedrich 1699 folgte sie der Herzoginwitwe auf den Witwensitz Østerholm auf Alsen. Hier entwickelte sich das Verhältnis zu Joachim Friedrichs jüngerem Bruder Christian Karl, der zu diesem Zeitpunkt Oberst im brandenburg-preußischen Heer war und vom Vater lediglich die früher seinem Onkel Bernhard von Schleswig-Holstein-Sonderburg-Plön gehörenden Güter Sebygaard und Gottesgabe auf Ærø geerbt hatte, wodurch seiner Einschätzung nach jeder Edelmann im Lande leicht reicher sei als er. Dorothea Christina von Aichelberg erschien ihm unter diesen Umständen als eine angemessene Ehefrau. Sowohl der Hof in Norburg als auch die Agnaten waren jedoch strikt gegen die unebenbürtige Verbindung. In dieser Situation erhielt Dorothea Christina eine Einladung an den Hof in Dillenburg. Christian Karl folgte ihr nach Frankfurt am Main, wo sie sich trafen, und am 20. Februar 1702 wurden sie im Curti-Schloss in Groß-Umstadt, das zu diesem Zeitpunkt als Kondominium unter gemeinsamer Verwaltung von Kurpfalz und Hessen-Kassel stand, vom dortigen reformierten Superintendenten Johann Jacob Müller getraut. Trauzeugen war der Hausherr, der Oberamtmann Carl Wilhelm von Curti und seine Frau Anna Helena, geb. Schenck zu Schweinsberg.

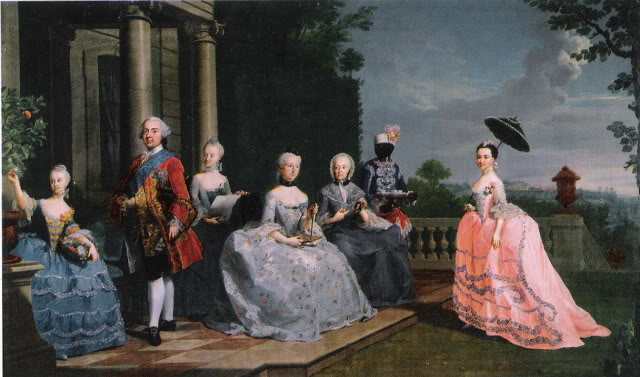
Dorothea Christina im Kreise der Familie ihres Sohnes Friedrich Karl im Garten von Schloss Traventhal; Gemälde von Johann Heinrich Tischbein (1759); von links: Prinzessin Luise Albertine, Herzog Friedrich Karl, Prinzessin Friederike Sophie, Herzogin Christine Armgardis, Dorothea Christina, ein afrikanischer Diener, Prinzessin Charlotte Amalie Wilhelmine

Die Hochzeit wurde zunächst geheim gehalten; über Landgraf Karl von Hessen-Kassel erfuhr jedoch dessen Schwester, die dänische Königin Charlotte Amalie, davon und durch sie die herzogliche Familie. Herzog Joachim Friedrich gelang es nicht, die Ehe anzufechten – sie war nicht morganatisch, und Dorothea Christina konnte eine Adelsprobe mit 16 Ahnen vorweisen – aber er zwang seinen Bruder zu einem Vergleich. Dieser wurde von einer Hofkommission ausgearbeitet, am 24. November 1702 von den beiden Brüdern in Norburg unterzeichnet und am 5. Dezember 1702 vom dänischen König bestätigt. Darin verzichtete er für seine Gemahlin und seine etwaigen Kinder auf alle Standes- und Erbrechte, um den ohnehin schon sehr unbedeutenden Familienbesitz nicht durch weitere Teilungen noch mehr zu verkleinern; doch sollte dieser Verzicht nicht mehr gelten, wenn die männliche Nachkommenschaft des Bruders ausstürbe. Für sich und seine Familie nahm er den Namen von Karlstein an.
Eine Lücke dieses Vergleichs war, dass darin mit keinem Worte erörtert wurde, was geschehen sollte, falls das Plönische Haus aussterben sollte, und alsdann nach dem Testament Herzog Augusts Joachim Friedrich die Plönischen Lande, und Christian Carl die Norburgischen erhalten sollten. Ein solcher Fall war 1702 höchst unwahrscheinlich, jedoch möglich, und trat schon vier Jahre später ein. Als 1704 kurz nacheinander der Plöner Herzog Hans Adolf, dessen Sohn Adolf August (bereits wenige Tage vor seinem Vater bei einem Reitunfall) ums Leben kamen, wurde die Plöner Linie im Mannesstamm nur noch durch den Enkel Hans Adolfs und Sohn Adolfs Augusts, Leopold August (1702–1706), vertreten. Dieser starb noch im Kindesalter von vier Jahren, womit die Anwartschaft auf das Plöner Erbe an Joachim Friedrich überging.

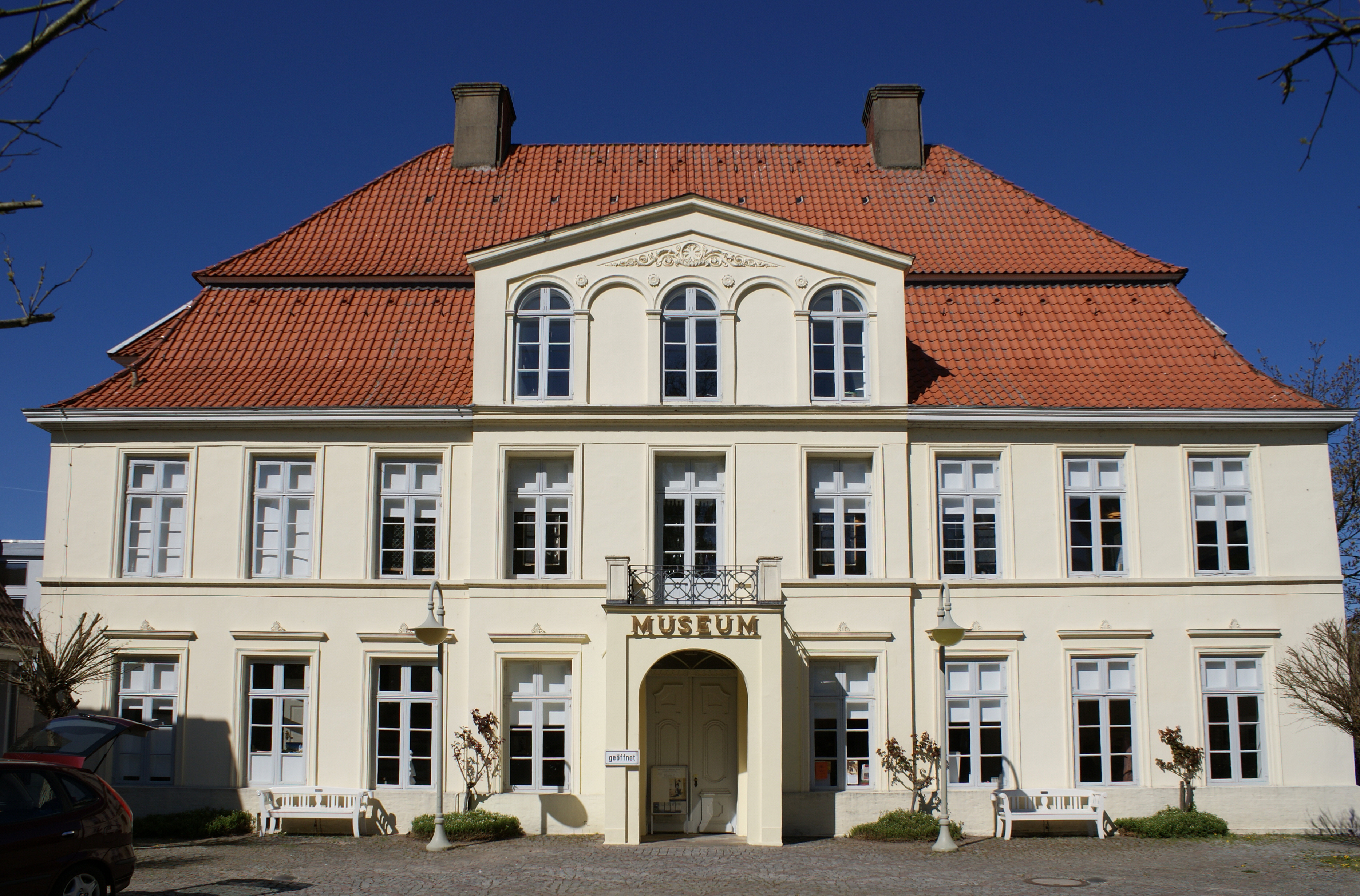
Witwenpalais in Plön

Dem Paar Christian Karl und Dorothea Christina wurden zunächst zwei Töchter geboren: Charlotte Amalie Ernestine (1703–?, als Kind verstorben) und Wilhelmine Augusta (* 13. September 1704; † 1749). Christian Karl starb am 23. Mai 1706 an den Blattern. Am 4. August 1706 wurde Friedrich Karl als Posthumus geboren. Dorothea Christina lebte noch weitere 56 Jahre als Witwe. Ihre Aufgabe in den nächsten Jahren war, gemeinsam mit ihrem Rechtsvertreter Friedrich von Reventlow und den vom König ernannten Vormündern Hansen von Ehrencron und C.G. von John die Sukzessionfähigkeit ihres Sohnes zu erstreiten. Gutachten der Kieler Juristischen Fakultät und auswärtiger Juristen wie Johann Peter von Ludewig und Christian Thomasius untermauerten 1707 diesen Anspruch. Ihre Ehe sei keine morganatische gewesen und auch nicht durch den Vergleich von 1702 dazu geworden. Doch Joachim Friedrich weigerte sich weiter, die Sukzessionsfähigkeit seines Neffen anzuerkennen. Zu diesem Zeitpunkt hoffte er auch noch auf die Geburt eines Sohnes. Doch in zwei Ehen wurden nur Töchter geboren; er starb 1722 hochverschuldet und ohne männlichen Nachkommen.
König Friedrich IV. erkannte nun in zwei Diplomen vom 18./19. Dezember 1722 Friedrich Karl als einen wirklichen und gebornen Herzog von Schleswig und Holstein an und erhob Dorothea Christina in den Fürstenstand. Diese Anerkennung konnte jedoch nur für die im Herzogtum Schleswig unter dänischer Lehnshoheit stehenden Gebietsanteile wie Norburg durchgesetzt werden, da Friedrich Karls Cousin Johann Ernst Ferdinand aus der Nebenlinie Schleswig-Holstein-Plön-Rethwisch auch Ansprüche anmeldete und für die holsteinischen Gebietsanteile, die der kaiserlichen Lehnshoheit unterstanden, die Unterstützung des Kaisers hatte. Daher konnte Friedrich Karl erst mit dem Tode des Cousins († 24. Mai 1729) die Regierung in Plön antreten. Die Anerkennung durch den Reichshofrat erfolgte 1731. Dorothea Christina von Aichelberg erlebte den späten Triumph, dass ihre Ehe durch ein Konklusum des Reichshofrats „für ein ordentliches und fürstliches rechtmäßiges Matrimonium“ erklärt wurde.
Dorothea Christina lebte nun auf dem Plöner Witwensitz Schloss Reinfeld und im Witwenpalais in Plön. Sie starb in Reinfeld in hohem Alter an einer Brust-Krankheit. Ihr Leichnam wurde nach Plön überführt und am 30. Juni 1762 in der Fürstengruft auf Schloss Plön beigesetzt. Zu ihrer Nachkommenschaft zählen über ihre Tochter die Nachkommen von Karl August von Hardenberg, und über ihren Sohn und dessen Töchter das Haus Schleswig-Holstein-Sonderburg-Augustenburg und Anhalt-Bernburg.
Schon 1746 hatte sie das Plöner Waisenhaus gestiftet, das sie auch in ihrem Testament bedachte, ebenso wie Arme in Reinfeld und die dortige Prediger-Witwenkasse.